# Gaertnera bambusifolia
Gaertnera bambusifolia är en måreväxtart som beskrevs av Simon T. Malcomber och Aaron Paul Davis. Gaertnera bambusifolia ingår i släktet Gaertnera och familjen måreväxter. Inga underarter finns listade i Catalogue of Life.